# Livia Veloz
Livia Veloz (Santo Domingo, 1889-1980), fue una  maestra, poetisa y feminista dominicana reconocida por ser una de las pioneras en la lucha por los derechos al sufragio femenino.

## Trayectoria
Veloz nació en la ciudad de Santo Domingo en 1889. 
Junto a otras mujeres, inició su vida política ayudando en la conformación del movimiento Acción Feminista Dominicana. Escribió libros para la enseñanza en aulas y poesías de contenido social y patriótico.
Veloz fue una pionera del feminismo dominicano. Colaboró con la formación del Club Nosotras, cuyo local se encontraba en la Calle El Conde, esquina Isabel la Católica, frente al parque Cristóbal Colón.
Participó como integrante del Club Nosotras, institución creada por mujeres intelectuales y artista que tenían como objetivo fundamental la divulgación de actividades socioculturales para ayudar a la concientización del colectivo de las mujeres dominicanas. Ese nuevo espacio de mujeres dedicadas a la pintura, la música y todo tipo de manifestaciones artísticas, culturales e intelectuales, tuvo como primera presidenta a la feminista Abigaíl Mejia.
Uno de sus objetivos fue la divulgación de actividades culturales con el protagonismo de las mujeres, haciendo énfasis en conformación de un pensamiento más independiente bajo la magia proporcionada por el elemento artístico, sin perder la ternura. También se dedicaban a la formación de las mujeres pertenecientes a los sectores populares
Al celebrarse la primera Junta Superior Directiva, Veloz fue la  representante de la asociación por San Pedro de Macorís
Veloz escribió la Historia Del Feminismo en la República Dominicana en el año 1977.